# Ener Julio
Ener Julio (ur. 14 października 1973 w Cartagena de Indias) – kolumbijski bokser wagi junior półśredniej, były mistrz świata federacji WBO oraz IBO.

## Kariera zawodowa
Ener Julio karierę zawodową rozpoczął w 1994 roku  zwyciężając przez nokaut z rodakiem Arnovisem Diazem. W 1998 roku zdobył jeszcze wtedy mało znaczący pas IBO, nokautując Meksykanina Davida Ojedę w 10 rundzie. W 1999 roku przegrał przez niejednogłośną decyzję z przyszłym mistrzem kategorii junior półśredniej, DeMarcusem Corleyem.
22 lipca 2000 roku walczył o mistrzostwo świata WBO w wadze junior półśredniej. Jego rywalem był niebezpieczny mistrz Randall Bailey, który legitymował się rekordem 21(21)-0. Julio zwyciężył niejednogłośnie na punkty (113-111, 114-111, 111-115), po bardzo nieczystej walce.
W 2002 roku Julio powrócił na ring i zmierzył się z mistrzem, DeMarcusem Corleyem. Stawką był pas WBO. W rewanżu Corley wygrał wysoko na punkty (105-119, 107-117, 107-118), posyłając Kolumbijczyka 2krotnie na deski.
W 2004 roku Julio walczył o pas IBO w wadze półśredniej, ale pokonał go na punkty, Brytyjczyk Jawaid Khaliq. W następnej walce został zastopowany w 10. rundzie przez przyszłego mistrza świata wagi lekkiej Davida Díaza. Ostatnią walkę stoczył w 2008 r., nokautując w 10. rundzie Jhona Lairo.